# 고창 죽림리 지석묘군
고창 죽림리 지석묘군(高敞 竹林里 支石墓群)은 대한민국 전북특별자치도 고창군 고창읍 죽림리에 있는 청동기 시대의 지석묘이다. 1994년 12월 21일 대한민국의 사적 제391호로 지정되었다.

## 개요
지석묘란 선사시대 무덤형식의 하나로 고인돌이라고 부르기도 한다. 고창 아산면 죽림리 매산마을을 중심으로 약 1.8km에 이르는 야산 기슭에 440여 기의 고인돌이 무리를 지어있다.
기원전 400년∼500년 무렵 청동기시대 사람들의 집단무덤으로, 이 지역을 지배했던 족장들의 가족무덤인 듯 하다. 당시에 살았던 사람들은 낮은 야산과 농사 짓기 좋은 이 지역에 터를 잡았던 것으로 보인다.
바둑판 모양의 남방식, 탁자 모양의 북방식, 천장돌만 있는 개석식 등 우리나라에서 볼 수 있는 고인돌의 각종 형식을 갖추고 있어 고인돌의 발생과 성격을 아는데 매우 중요하다. 아산면 상갑리 일대 고인돌은 북방식 고인돌의 남쪽 한계선으로 학술적 가치가 높은 유적이다.

## 같이 보기
- 고창군의 지질

## 참고 자료
- 고창 죽림리 지석묘군 - 국가유산청 국가유산포털